# سيف العسلي
سيف مهيوب ناجي العسلي (1956 - 16 أبريل 2021) سياسي وبروفيسور يمني في الاقتصاد ولد في 1956 م في قرية العسلي عزلة البريهة مديرية جبل حبشي محافظة تعز.

## الحياة الشخصية
متزوج وله ثمانية أبناء 4 ذكور و4 إناث.

## المؤهلات التعليمية
1. بكالوريوس في الاقتصاد والعلوم السياسية - جامعة صنعاء 1980م
2. ماجستير في الاقتصاد من الولايات المتحدة الأمريكية 1986م بدرجة امتياز مع مرتبة الشرف
3. دكتوراه في الاقتصاد من الولايات المتحدة الأمريكية 1990م مع مرتبة الشرف

## المناصب التي تقلدها
- وكيلاً لوزارة المالية لشئون الإيرادات
- رئيس قسم الاقتصاد بكلية التجارة جامعة صنعاء
- حالياً يشغل بروفيسور اقتصاد في جامعة صنعاء من عام 1990
- وزيرا للمالية للفترة من فبراير 2006م حتى أبريل 2007م[1]

## من أهم المواقف
قدم استقالته من منصب وزير التجارة والصناعة بيوم تعيينه وذلك يوم 6 أبريل 2007 احتجاجا منه لنقله من وزارة المالية عندما بدأ بإصلاح الفساد المتراكم فيها، حيث تم نقله من وزارة المالية إلى وزارة التجارة والصناعة وذلك بسبب الضغوطات من قبل المنتفذين والفاسدين الذين حاربهم وهو في وزارة المالية. ويعد البروفسور سيف العسلي احد كبار المفكرين الاقتصاديين في اليمن
-اصدر عدد من الكتب السياسية والاقتصادية واشهرها قصتي مع المالية، مقدمة الكتاب لاقت قبولاً لمن يقرا الكتاب حيث أيضا يحتوي على معلومات قيمة جداً، فالمقدمة تتضمن الظروف الصعبة التي مر بها وكيف نجح في صنع ذاته.
- معروف عليه بالنزاهة والامانة وتمكنه من عمله.
- شغل منصب رئيس الدائرة الاقتصادية لحزب التجمع اليمني للإصلاح الا انه تركه اثر خلافات مع قادة الحزب.
- أيد الثورة الشبابية التي اطاحت بالرئيس الصالح وبالفاسدين.